# Distretto di Non Din Daeng
Il distretto di Non Din Daeng (in thailandese: โนนดินแดง) è un distretto (amphoe) della Thailandia, situato nella provincia di Buriram.